# Aquidabã (1885)
Aquidabã (portugués: [akidaˈbɐ̃]), fue un acorazado brasileño construido a mediados de la década de 1880. El buque participó en dos revueltas navales; durante la segunda fue hundido por un torpedero gubernamental. Tras ser reflotado, Aquidabã fue enviado a Alemania para ser reparado y modernizado. En 1906, durante un crucero de rutina, estallaron accidentalmente los polvorines, lo que provocó el rápido hundimiento del buque, con gran pérdida de vidas humanas.

## Hundimiento

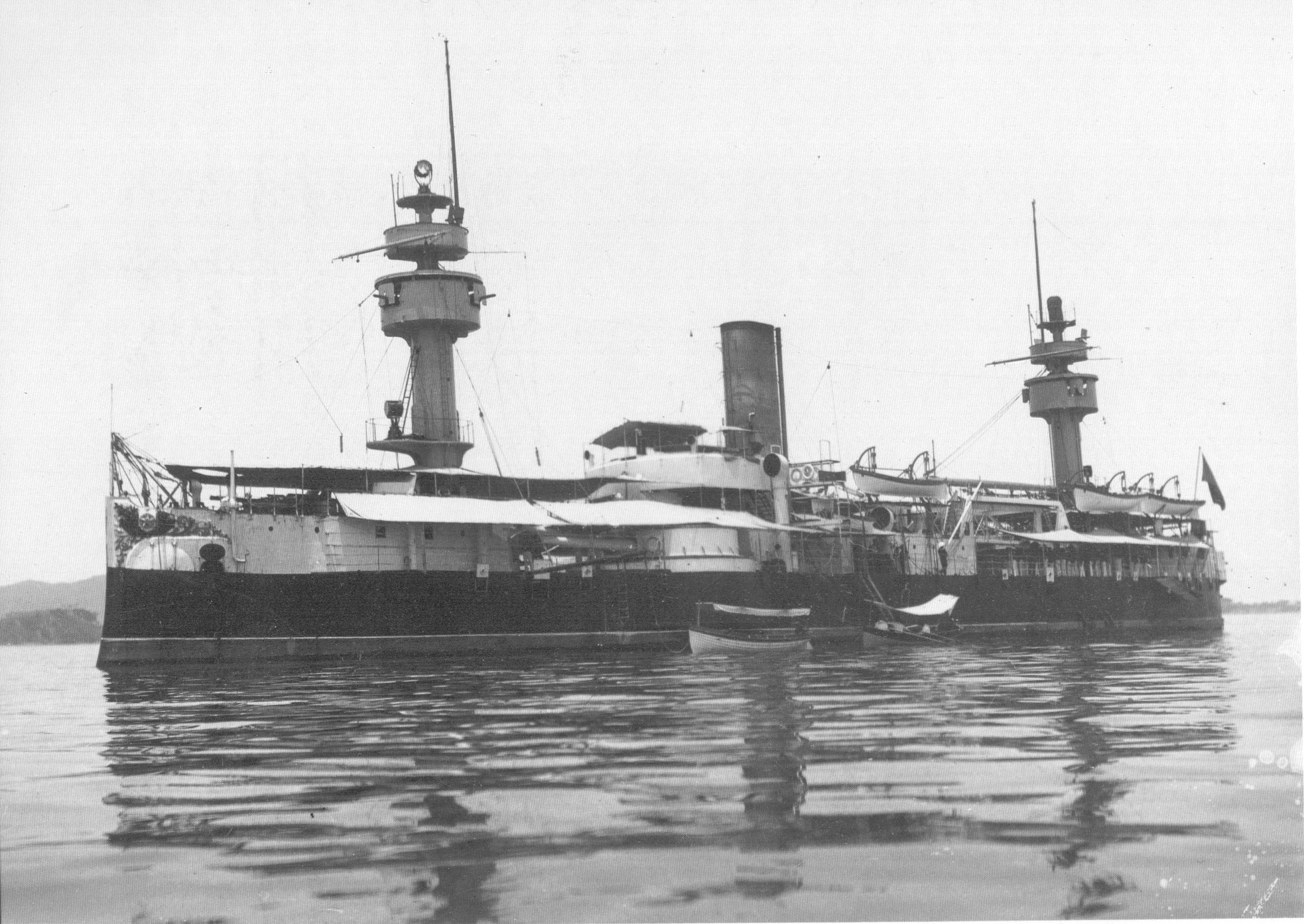
Aquidabã visto entre 1898 y 1904, como lo demuestran los dos pesados mástiles

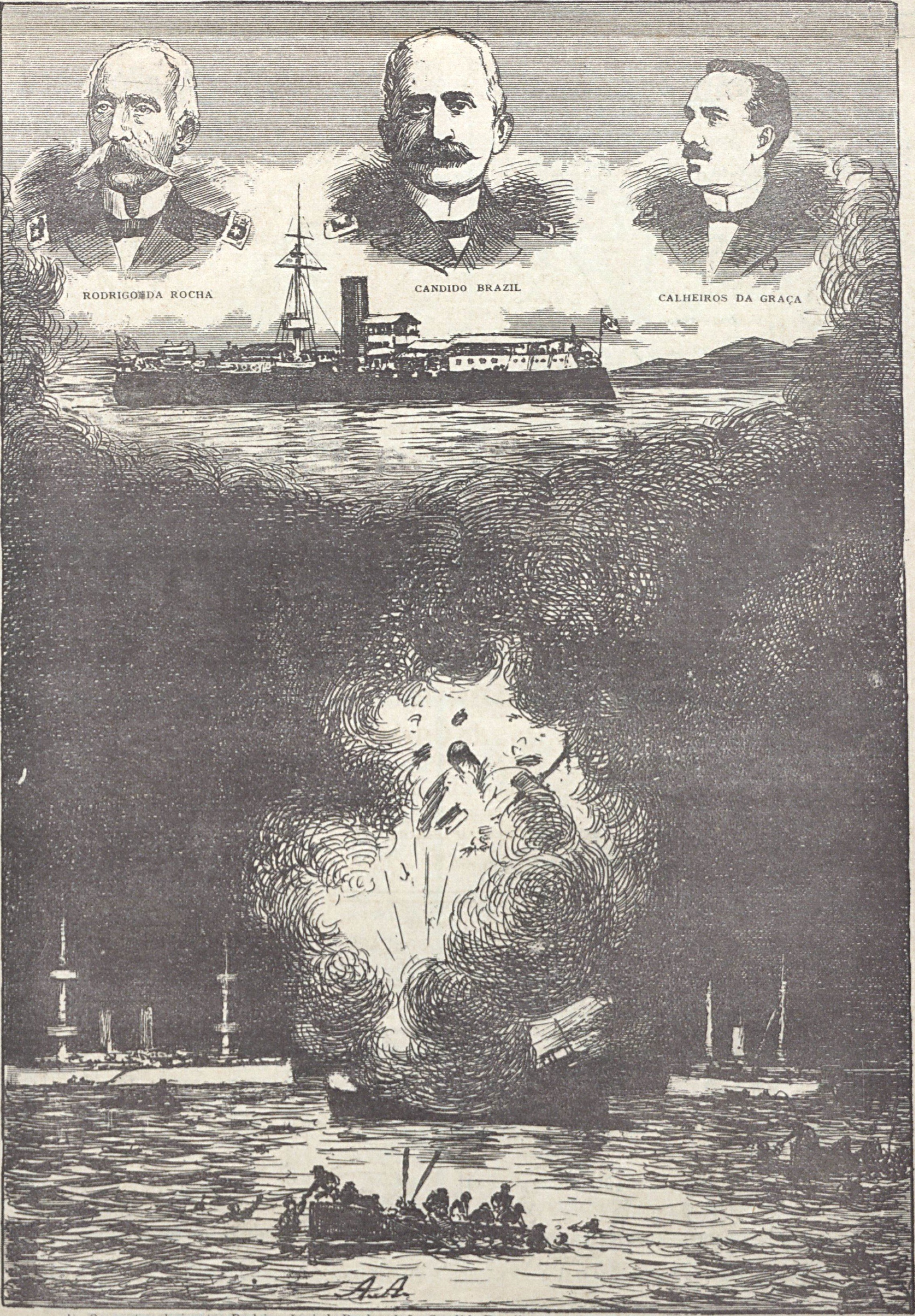
El 21 de enero de 1906, los polvorines del Aquidabã estallaron y el barco se hundió en tres minutos (Angelo Agostini, O Malho, 1906).

El 21 de enero de 1906, el Aquidabã tenía previsto viajar al puerto de Jacarepaguá, cerca de Río de Janeiro, para escoltar y alojar al Ministro de Marina y a su personal, que estaban embarcados en el crucero Barroso. Estaban inspeccionando lugares para utilizarlos como arsenal. Alrededor de las 22:45, cuando estaba atracado en la bahía de Jacuacanga, cerca de Ilha Grande (en español: Isla Grande), los polvorines estallaron, hundiendo el barco en tres minutos. Murieron 212 personas, entre ellas tres almirantes y la mayoría de los oficiales, y 36 resultaron heridas; 98 sobrevivieron.
Actualmente, los restos del buque yacen a una profundidad de entre 8 y 18 metros, frente al monumento en honor a las víctimas de la tragedia, inaugurado en 1913 en Ponta do Pasto. La visibilidad para bucear en el lugar rara vez supera los dos metros de profundidad y puede alcanzar hasta cinco metros en días excepcionales.